# هری نیلسون (بازیکن فوتبال)
هری نیلسون (سوئدی: Harry Nilsson; ۵ ژانویهٔ ۱۹۱۶ – ۲ فوریهٔ ۱۹۹۳) بازیکن فوتبال اهل سوئد بود.
از باشگاه‌هایی که در آن بازی کرده‌است می‌توان به باشگاه فوتبال ای‌آی‌کی اشاره کرد.
وی همچنین در تیم ملی فوتبال سوئد بازی کرده‌است.